# 양배추 수프

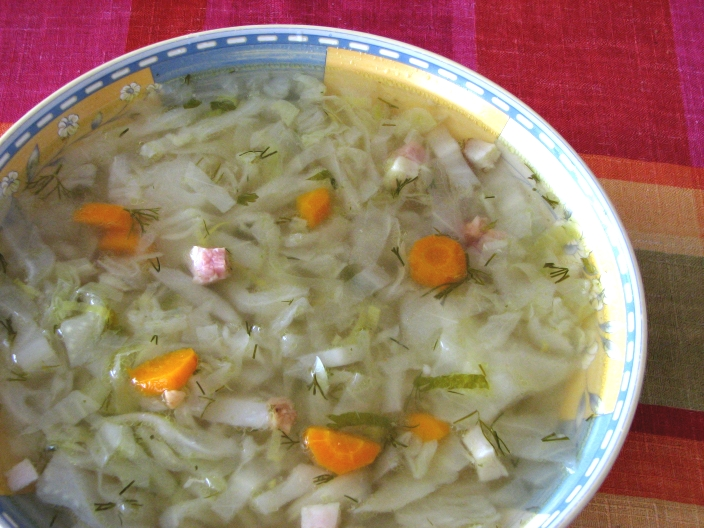
양배추 수프

콜주페(Kohlsuppe)는 양배추 수프 요리로, 양배추를 주재료로 베이컨, 닭육수, 양파, 감자 등의 재료와 함께 푹 끓여낸다.
다양한 재료로 준비할 수 있으며 채식 양배추 수프는 버섯 육수를 사용할 수 있다. 또 다른 종류는 생선 스톡을 사용하는 것이다. 전통적인 양배추 수프는 돼지 고기 육수를 사용하여 준비된다.

## 같이 보기
- 보르시
- 위안을 주는 음식